# Zumbrota
Zumbrota è una città degli Stati Uniti d'America, situata in Minnesota, nella Contea di Goodhue.